# Сан-Бісенс-да-Кастальєт
Сан-Бісе́нс-да-Кастальє́т (кат. Sant Vicenç de Castellet) - муніципалітет, розташований в Автономній області Каталонія, в Іспанії. Код муніципалітету за номенклатурою Інституту статистики Каталонії - 82628. Знаходиться у районі (кумарці) Бажас (коди району - 07 та BG) провінції Барселона, згідно з новою адміністративною реформою перебуватиме у складі Баґарії (округи) Центральна Каталонія. 

## Населення
Населення міста (у 2007 р.) становить 8.096 осіб (з них менше 14 років - 13,6%, від 15 до 64 - 67,1%, понад 65 років - 19,3%). У 2006 р. народжуваність склала 77 осіб, смертність - 91 особа, зареєстровано 34 шлюби. У 2001 р. активне населення становило 3.268 осіб, з них безробітних - 389 осіб.

Серед осіб, які проживали на території міста у 2001 р., 4.844 народилися в Каталонії (з них 3.930 осіб у тому самому районі, або кумарці), 1.951 особа приїхала з інших областей Іспанії, а 213 осіб приїхало з-за кордону. 

Університетську освіту має 5,9% усього населення. 

У 2001 р. нараховувалося 2.532 домогосподарства (з них 20% складалися з однієї особи, 27,9% з двох осіб,22,9% з 3 осіб, 20,3% з 4 осіб, 6,3% з 5 осіб, 1,7% з 6 осіб, 0,6% з 7 осіб, 0,2% з 8 осіб і 0,2% з 9 і більше осіб).

Активне населення міста у 2001 р. працювало у таких сферах діяльності : у сільському господарстві - 0,6%, у промисловості - 36,5%, на будівництві - 14,3% і у сфері обслуговування - 48,5%. 

 У муніципалітеті або у власному районі (кумарці) працює 2.222 особи, поза районом - 1.421 особа.

### Доходи населення
У 2002 р. доходи населення розподілялися таким чином :
| \| Доходи населення за статтями доходів \| Доходи населення за статтями доходів \| Доходи населення за статтями доходів \| \| Рік \| 2002 р. \| 2001 р. \| \| ------------------------------------ \| ------------------------------------ \| ------------------------------------ \| \| Заробітна платня \| 55,6% \| 56,3% \| \| Доходи від ведення бізнесу \| 19,3% \| 18,9% \| \| Соціальна допомога \| 25,2% \| 24,7% \| |         |         |
| Доходи населення за статтями доходів |         |         |
| Рік | 2002 р. | 2001 р. |
| Заробітна платня | 55,6%   | 56,3%   |
| Доходи від ведення бізнесу | 19,3%   | 18,9%   |
| Соціальна допомога | 25,2%   | 24,7%   |

### Безробіття
У 2007 р. нараховувалося 336 безробітних (у 2006 р. - 391 безробітний), з них чоловіки становили 30,4%, а жінки - 69,6%.

## Економіка
У 1996 р. валовий внутрішній продукт розподілявся по сферах діяльності таким чином :
| \| Валовий внутрішній продукт \| Валовий внутрішній продукт \| Валовий внутрішній продукт \| \| Рік \| 1996 р. \| 1991 р. \| \| -------------------------- \| -------------------------- \| -------------------------- \| \| Сільське господарство \| 0,9% \| 1% \| \| Промисловість \| 42,6% \| 50,8% \| \| Будівництво \| 11,3% \| 14,7% \| \| Послуги \| 45,1% \| 33,5% \| |         |         |
| Валовий внутрішній продукт |         |         |
| Рік | 1996 р. | 1991 р. |
| Сільське господарство | 0,9%    | 1%      |
| Промисловість | 42,6%   | 50,8%   |
| Будівництво | 11,3%   | 14,7%   |
| Послуги | 45,1%   | 33,5%   |

### Підприємства міста

#### Промислові підприємства
| \| Промислові підприємства міста, за сферою діяльності \| Промислові підприємства міста, за сферою діяльності \| Промислові підприємства міста, за сферою діяльності \| \| Рік \| 2002 р. \| 2001 р. \| \| --------------------------------------------------- \| --------------------------------------------------- \| --------------------------------------------------- \| \| Енергетичні та водні ресурси \| 2,9% \| 3% \| \| Хімія та метали \| 9,8% \| 8,9% \| \| Переробка металів \| 39,2% \| 40,6% \| \| Продукти харчування \| 4,9% \| 5% \| \| Текстиль \| 26,5% \| 25,7% \| \| Виробництво меблів, видання \| 10,8% \| 10,9% \| \| Інше \| 5,9% \| 5,9% \| \| Усього підприємств \| 102 \| 101 \| |         |         |
| Промислові підприємства міста, за сферою діяльності |         |         |
| Рік | 2002 р. | 2001 р. |
| Енергетичні та водні ресурси | 2,9%    | 3%      |
| Хімія та метали | 9,8%    | 8,9%    |
| Переробка металів | 39,2%   | 40,6%   |
| Продукти харчування | 4,9%    | 5%      |
| Текстиль | 26,5%   | 25,7%   |
| Виробництво меблів, видання | 10,8%   | 10,9%   |
| Інше | 5,9%    | 5,9%    |
| Усього підприємств | 102     | 101     |

#### Роздрібна торгівля
| \| Підприємства роздрібної торгівлі міста, за сферою діяльності \| Підприємства роздрібної торгівлі міста, за сферою діяльності \| Підприємства роздрібної торгівлі міста, за сферою діяльності \| \| Рік \| 2002 р. \| 2001 р. \| \| ------------------------------------------------------------ \| ------------------------------------------------------------ \| ------------------------------------------------------------ \| \| Продукти харчування \| 39,3% \| 41,7% \| \| Одяг та взуття \| 16,1% \| 16,7% \| \| Товари для дому \| 14,3% \| 14,8% \| \| Книги та періодичні видання \| 2,7% \| 0,9% \| \| Промислова хімічна продукція \| 6,2% \| 7,4% \| \| Продукція, пов'язана з транспортними засобами \| 0,9% \| 0,9% \| \| Інше \| 20,5% \| 17,6% \| \| Усього підприємств \| 112 \| 108 \| |         |         |
| Підприємства роздрібної торгівлі міста, за сферою діяльності |         |         |
| Рік | 2002 р. | 2001 р. |
| Продукти харчування | 39,3%   | 41,7%   |
| Одяг та взуття | 16,1%   | 16,7%   |
| Товари для дому | 14,3%   | 14,8%   |
| Книги та періодичні видання | 2,7%    | 0,9%    |
| Промислова хімічна продукція | 6,2%    | 7,4%    |
| Продукція, пов'язана з транспортними засобами | 0,9%    | 0,9%    |
| Інше | 20,5%   | 17,6%   |
| Усього підприємств | 112     | 108     |

#### Сфера послуг
| \| Підприємства міста, що працюють у сфері послуг, за діяльністю \| Підприємства міста, що працюють у сфері послуг, за діяльністю \| Підприємства міста, що працюють у сфері послуг, за діяльністю \| \| Рік \| 2002 р. \| 2001 р. \| \| ------------------------------------------------------------- \| ------------------------------------------------------------- \| ------------------------------------------------------------- \| \| Гуртова торгівля \| 13,6% \| 14,2% \| \| Готелі та готельний бізнес \| 19,7% \| 18,9% \| \| Транспорт та зв'язок \| 18,8% \| 18,4% \| \| Посередницькі фінансові послуги \| 4,2% \| 4,7% \| \| Послуги підприємствам \| 2,3% \| 1,9% \| \| Послуги фізичним особам \| 30% \| 31,1% \| \| Нерухомість та ін. \| 11,3% \| 10,8% \| \| Усього підприємств \| 213 \| 212 \| |         |         |
| Підприємства міста, що працюють у сфері послуг, за діяльністю |         |         |
| Рік | 2002 р. | 2001 р. |
| Гуртова торгівля | 13,6%   | 14,2%   |
| Готелі та готельний бізнес | 19,7%   | 18,9%   |
| Транспорт та зв'язок | 18,8%   | 18,4%   |
| Посередницькі фінансові послуги | 4,2%    | 4,7%    |
| Послуги підприємствам | 2,3%    | 1,9%    |
| Послуги фізичним особам | 30%     | 31,1%   |
| Нерухомість та ін. | 11,3%   | 10,8%   |
| Усього підприємств | 213     | 212     |

## Житловий фонд
У 2001 р. 3,8% усіх родин (домогосподарств) мали житло метражем до 59 м2, 41,6% - від 60 до 89 м2, 41,9% - від 90 до 119 м2 і
12,8% - понад 120 м2.

З усіх будівель у 2001 р. 57,2% було одноповерховими, 32,4% - двоповерховими, 6,7
% - триповерховими, 3% - чотириповерховими, 0,5% - п'ятиповерховими, 0,2% - шестиповерховими,
0% - семиповерховими, 0% - з вісьмома та більше поверхами.

## Автопарк
| \| Автомобілі, зареєстровані у місті, за призначенням \| Автомобілі, зареєстровані у місті, за призначенням \| Автомобілі, зареєстровані у місті, за призначенням \| \| Рік \| 2006 р. \| 2005 р. \| \| -------------------------------------------------- \| -------------------------------------------------- \| -------------------------------------------------- \| \| Приватні автомобілі \| 71,8% \| 73,1% \| \| Мотоцикли \| 7,6% \| 7,3% \| \| Вантажівки \| 16,9% \| 16,7% \| \| Трактори \| 0,3% \| 0,2% \| \| Автобуси та ін. \| 3,4% \| 2,7% \| \| Усього автомобілів \| 5.012 шт. \| 4.795 шт. \| |           |           |
| Автомобілі, зареєстровані у місті, за призначенням |           |           |
| Рік | 2006 р.   | 2005 р.   |
| Приватні автомобілі | 71,8%     | 73,1%     |
| Мотоцикли | 7,6%      | 7,3%      |
| Вантажівки | 16,9%     | 16,7%     |
| Трактори | 0,3%      | 0,2%      |
| Автобуси та ін. | 3,4%      | 2,7%      |
| Усього автомобілів | 5.012 шт. | 4.795 шт. |

## Вживання каталанської мови
У 2001 р. каталанську мову у місті розуміли 96,2% усього населення (у 1996 р. - 97,5%), вміли говорити нею 79% (у 1996 р. - 
81,1%), вміли читати 76,9% (у 1996 р. - 79,6%), вміли писати 56,3
% (у 1996 р. - 51,8%). Не розуміли каталанської мови 3,8%.

## Політичні уподобання
У виборах до Парламенту Каталонії у 2006 р. взяло участь 3.360 осіб (у 2003 р. - 3.827 осіб). Голоси за політичні сили розподілилися таким чином:
| \| Вибори до Парламенту Каталонії \| Вибори до Парламенту Каталонії \| Вибори до Парламенту Каталонії \| \| Рік \| 2006 р. \| 2003 р. \| \| -------------------------------------- \| ------------------------------ \| ------------------------------ \| \| Конвергенція та Єднання (CiU) \| 32% \| 32,7% \| \| Соціалістична партія Каталонії (PSC) \| 30,1% \| 32,1% \| \| Народна партія (PP) \| 6,8% \| 7,7% \| \| Ініціатива за зелену Каталонію (IC) \| 7,5% \| 5,1% \| \| Республіканська лівиця Каталонії (ERC) \| 20% \| 21,3% \| \| Громадянська партія (C's) \| 1,3% \| 0% \| \| Інші \| 2,2% \| 1% \| |         |         |
| Вибори до Парламенту Каталонії |         |         |
| Рік | 2006 р. | 2003 р. |
| Конвергенція та Єднання (CiU) | 32%     | 32,7%   |
| Соціалістична партія Каталонії (PSC) | 30,1%   | 32,1%   |
| Народна партія (PP) | 6,8%    | 7,7%    |
| Ініціатива за зелену Каталонію (IC) | 7,5%    | 5,1%    |
| Республіканська лівиця Каталонії (ERC) | 20%     | 21,3%   |
| Громадянська партія (C's) | 1,3%    | 0%      |
| Інші | 2,2%    | 1%      |

У муніципальних виборах у 2007 р. взяло участь 3.409 осіб (у 2003 р. - 3.845 осіб). Голоси за політичні сили розподілилися таким чином:
| \| Муніципальні вибори \| Муніципальні вибори \| Муніципальні вибори \| \| Рік \| 2007 р. \| 2003 р. \| \| -------------------------------------- \| ------------------- \| ------------------- \| \| Конвергенція та Єднання (CiU) \| 39,5% \| 25,6% \| \| Соціалістична партія Каталонії (PSC) \| 30% \| 37,6% \| \| Народна партія (PP) \| 4,9% \| 6,5% \| \| Ініціатива за зелену Каталонію (IC) \| 0% \| 0% \| \| Республіканська лівиця Каталонії (ERC) \| 25,7% \| 30,3% \| \| Громадянська партія (C's) \| 0% \| 0% \| \| Інші \| 0% \| 0% \| |         |         |
| Муніципальні вибори |         |         |
| Рік | 2007 р. | 2003 р. |
| Конвергенція та Єднання (CiU) | 39,5%   | 25,6%   |
| Соціалістична партія Каталонії (PSC) | 30%     | 37,6%   |
| Народна партія (PP) | 4,9%    | 6,5%    |
| Ініціатива за зелену Каталонію (IC) | 0%      | 0%      |
| Республіканська лівиця Каталонії (ERC) | 25,7%   | 30,3%   |
| Громадянська партія (C's) | 0%      | 0%      |
| Інші | 0%      | 0%      |